# كابياء صغيرة جنوبية
كابياء صغيرة جنوبية (الاسم العلمي:Microcavia australis) هي نوع من الحيوانات يتبع جنس كابياء صغيرة من فصيلة الكابيائية.
سمي هذا النوع بالجنوبي (باللاتينية: australis) نسبة إلى النصف الجنوبي للكرة الأرضية.